# بلندبرجکان
بلندبرجکان (نام علمی: Cerithiopsidae) نام یک تیره از رده شکم‌پایان است.